# Centro de Documentación y Museo Textil
El Centro de Documentación y Museo Textil (oficialmente y en catalán Centre de Documentació i Museu Tèxtil) es una institución museística situada en Tarrasa, ciudad de gran tradición textil, en la calle Salmerón, número 25, junto al castillo cartuja de Vallparadís. Gestionado por un consorcio formado por el Ayuntamiento de Tarrasa y la Diputación de Barcelona, presenta una panorámica de los diversos estilos y técnicas utilizados en todo el mundo en el campo del tejido a lo largo de la historia. Está integrado en la Red de Museos Locales de la Diputación de Barcelona.
El centro de documentación dispone de una amplia biblioteca especializada en textil y moda, un archivo fotográfico y un rico fondo de tejidos. La institución aporta diversos servicios a las empresas y, a través de su centro de formación y de diversos convenios con universidades e instituciones educativas, fomenta el conocimiento y la relación entre los profesionales del sector. Uno de los servicios más interesantes de que dispone el museo es el banco de imágenes IMATEX, a través del cual empresas y particulares pueden acceder al fondo del museo, esencialmente muestras de tejidos y indumentaria sobre todo del área mediterránea , desde los primeros siglos de nuestra era hasta hoy, también destacan los fondos de la China y la India y una pequeña colección de muestras del América precolombina. El museo dispone también de un servicio de restauración de tejidos y de un aula didáctica.

## Historia

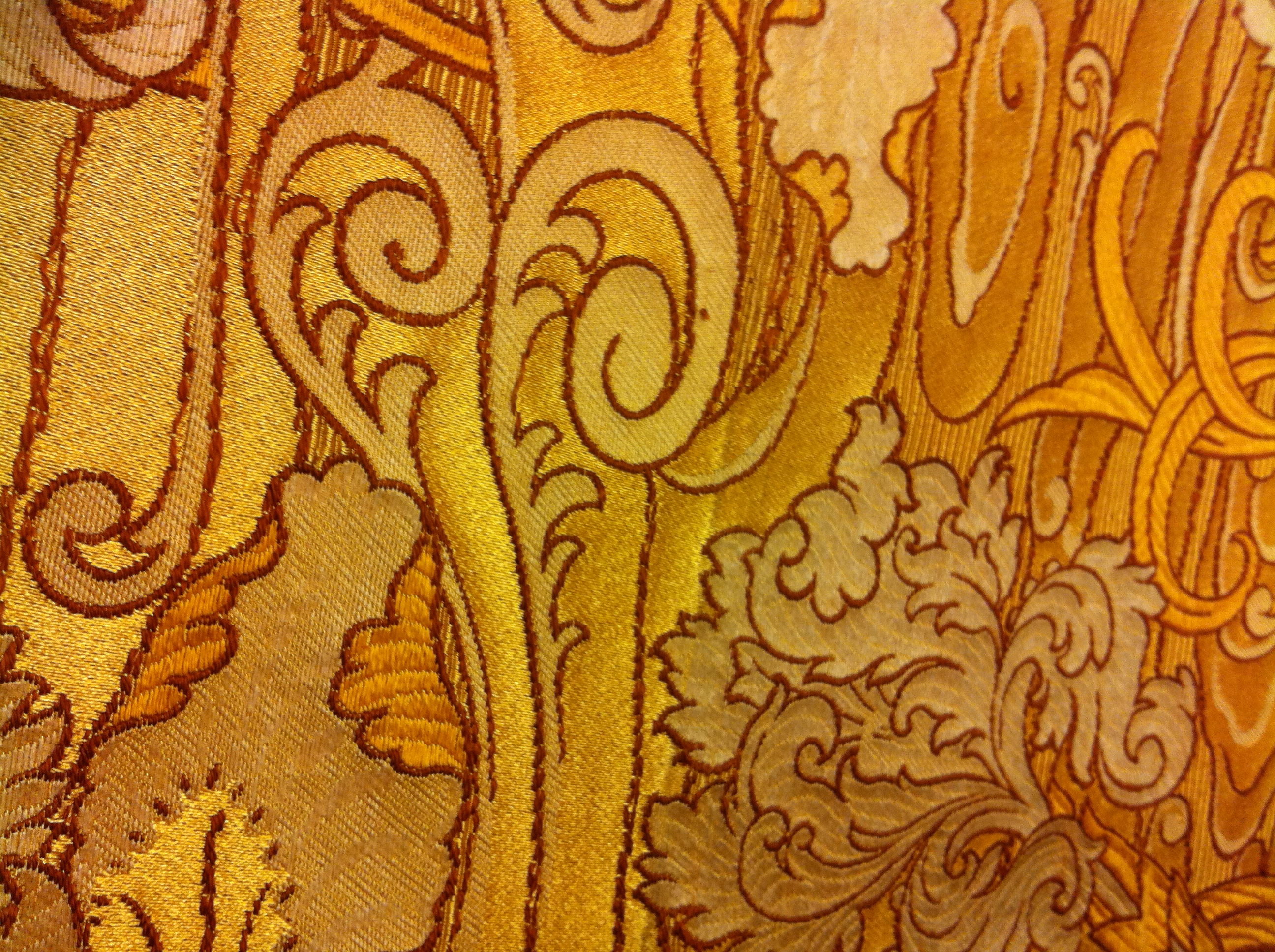
Muestra de tejido modernista.

Tiene su origen en una iniciativa de un grupo de industriales Tarrasa, que en 1946 reunieron varias colecciones privadas (principalmente la de José Biosca y Torres) y fundaron el Museo Textil Biosca en una nave de una fábrica industrial de la calle de San Isidro. En 1956 se trasladaron los fondos al edificio de la calle de San Pablo, que tradicionalmente ha alojado el Instituto Industrial y que actualmente ocupa la CECOT, la patronal comarcal de Tarrasa. En 1959 el museo fue cedido al Ayuntamiento, que enriqueció la colección inicial con nuevas compras y donaciones, y en 1963 se suscribió un convenio con la Diputación de Barcelona, que había adquirido lacolección Viñas, de tejidos y su biblioteca especializada, con el fin de unir ambos fondos, con el que se creó el Museo Provincial Textil. La nueva sede, un edificio del arquitecto Camil Pallàs, se construyó en el actual parque de Vallparadís. Desde entonces, las colecciones se han ido incrementando, y en 1995 el museo recibió la denominación actual.
En febrero de 2011, el museo firmó un acuerdo con el Museo de la Estampación de Premiá de Mar y el Museo de Arenys de Mar, para llevar a cabo una política de adquisiciones coordinada y para trabajar conjuntamente en diferentes ámbitos de formación, investigación y documentación.

## Colecciones del museo
El extenso fondo del museo, de más de 20.000 objetos representativos de la historia textil de todo el mundo, no se presenta de manera permanente sino en varias exposiciones temporales monográficas de una duración entre diez y doce meses en el espai Modernismo(primera planta) y de dos o tres años en la segunda planta.
- Tejidos del área mediterránea, preindustriales ( egipcios, andalusíes, góticos, renacentistas, barrocos) e industriales (de los siglos XIX y XX y muestrarios de industrias textiles, principalmente del Vallés y del resto de Cataluña).
- Tejidos de China, India y la América precolombina.
- Estampados, bordados, indumentaria (siglos XVIII-XX), paramentos litúrgicos (siglos XVI-XX) y complementos (siglos XVII-XX) .
- Diseños originales del siglo XX.
- Postes en carta para telares de Jacquard.
- Colección modernista, con obras maestras de artistas, diseñadores y empresas catalanas del inicio del siglo XX.

## Taller de restauración
El otoño de 2011 inauguró una ampliación de su taller de restauración, el único taller público de Cataluña destinado a la restauración de material textil. Actualmente dispone de 200 metros cuadrados. En el taller se han restaurado piezas destacadas como el Patrimonio textil de la Patum de Berga, telas de la casa museo de Antoni Gaudí, la capa de San Ermengol , así como la almohada de la sepultura del rey Pedro el Grande, de Santes Creus.

## Galería

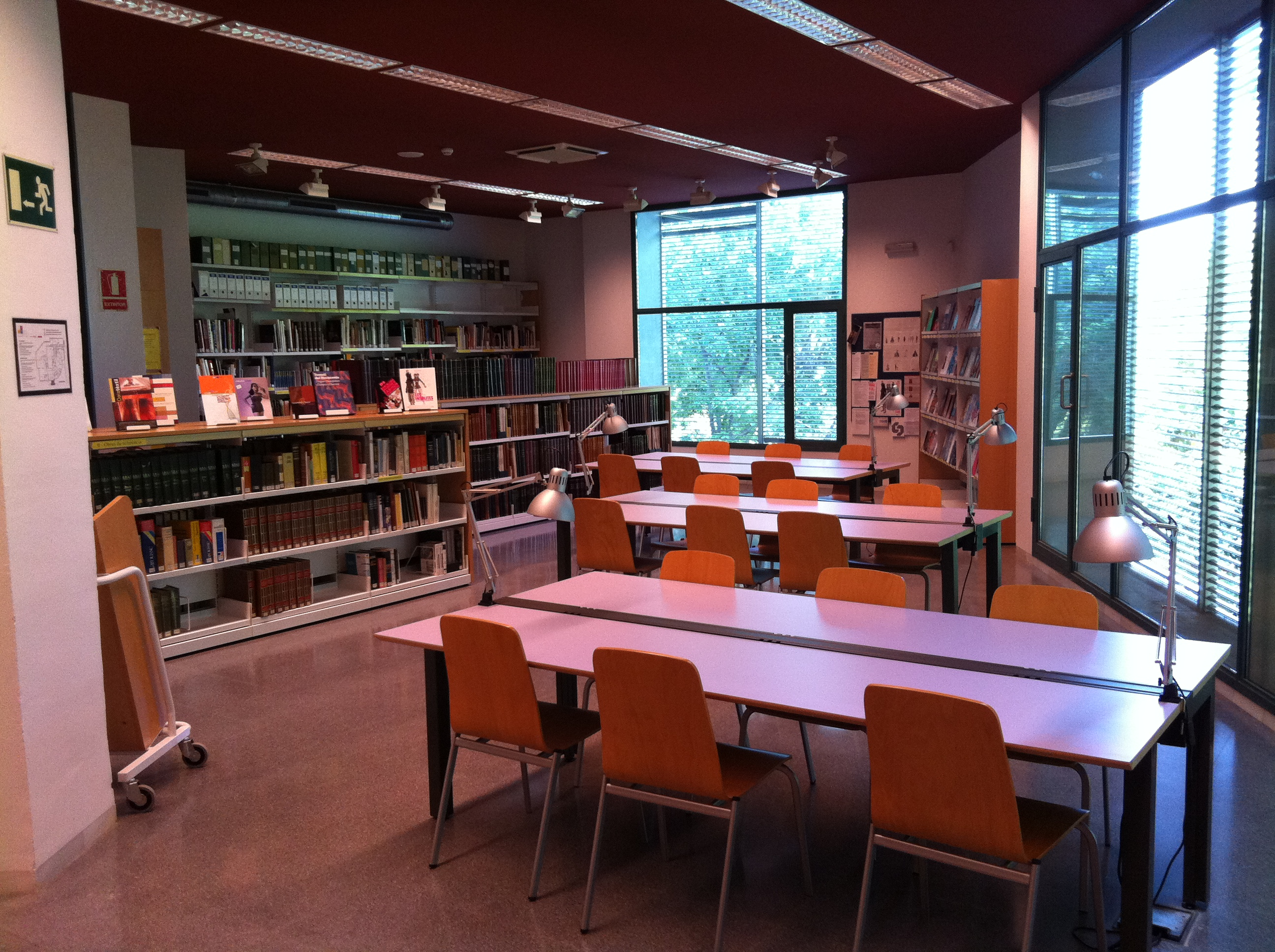
Biblioteca
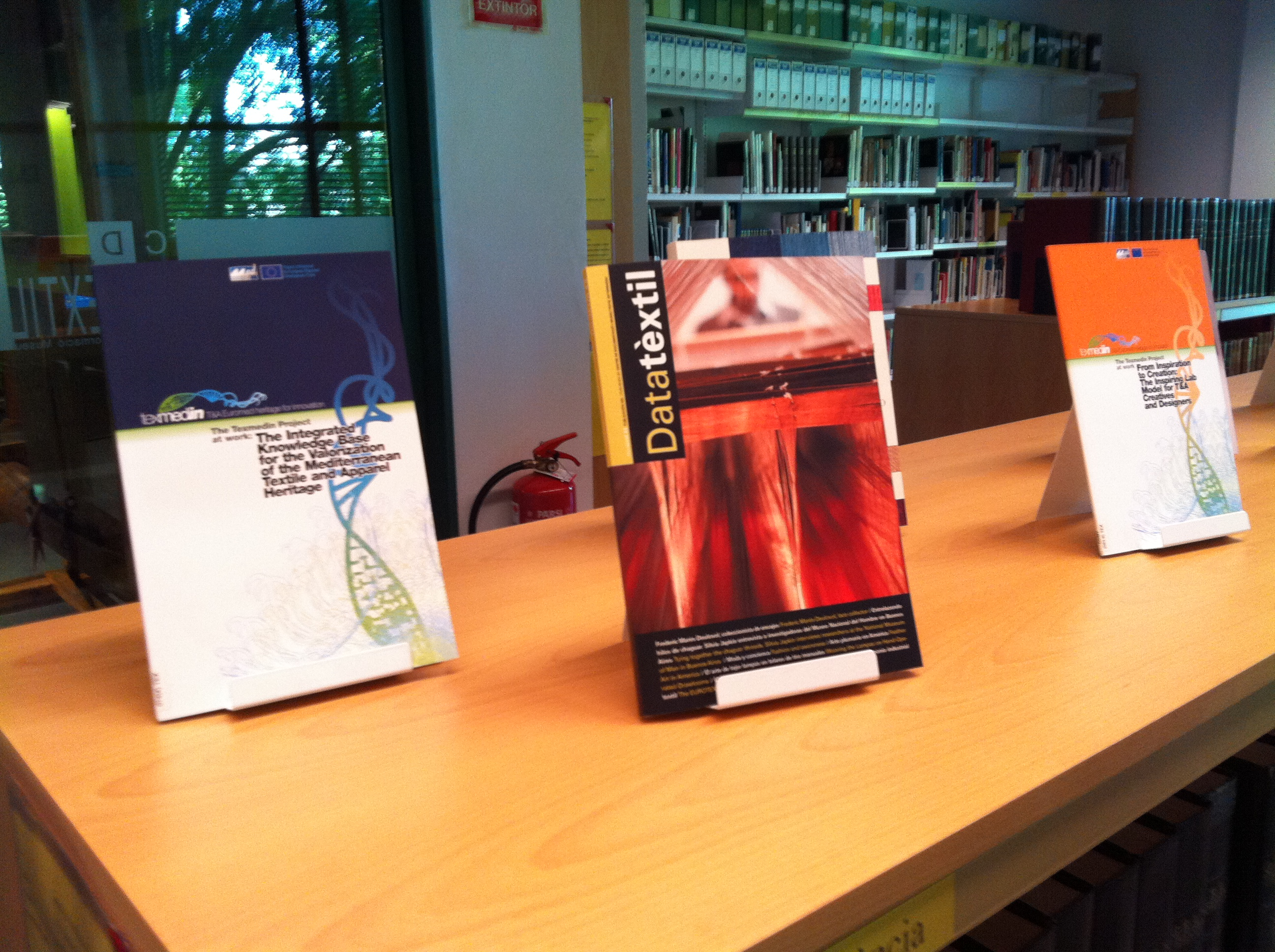
Ejemplar de la revista Datatextil
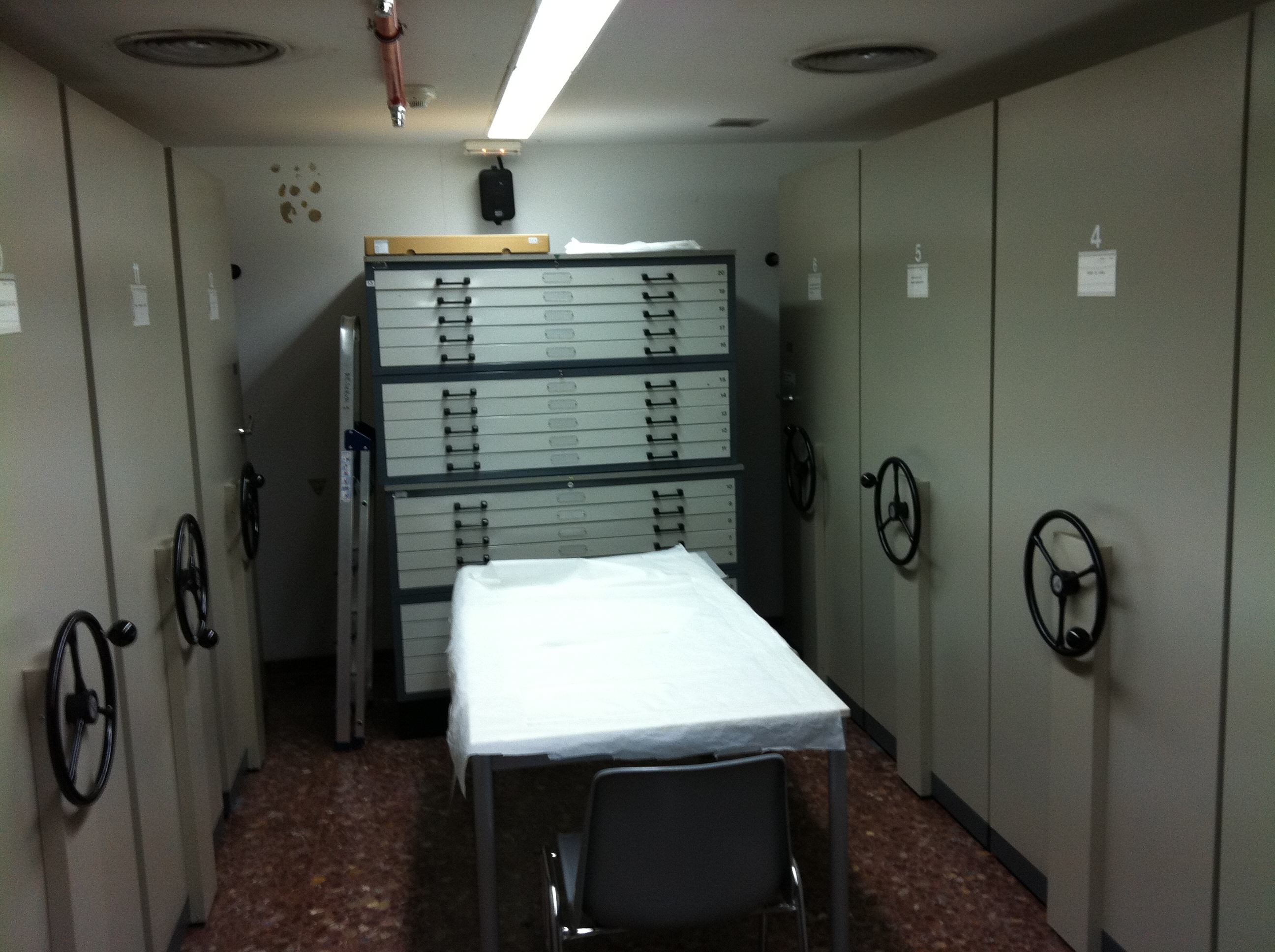
Reservas
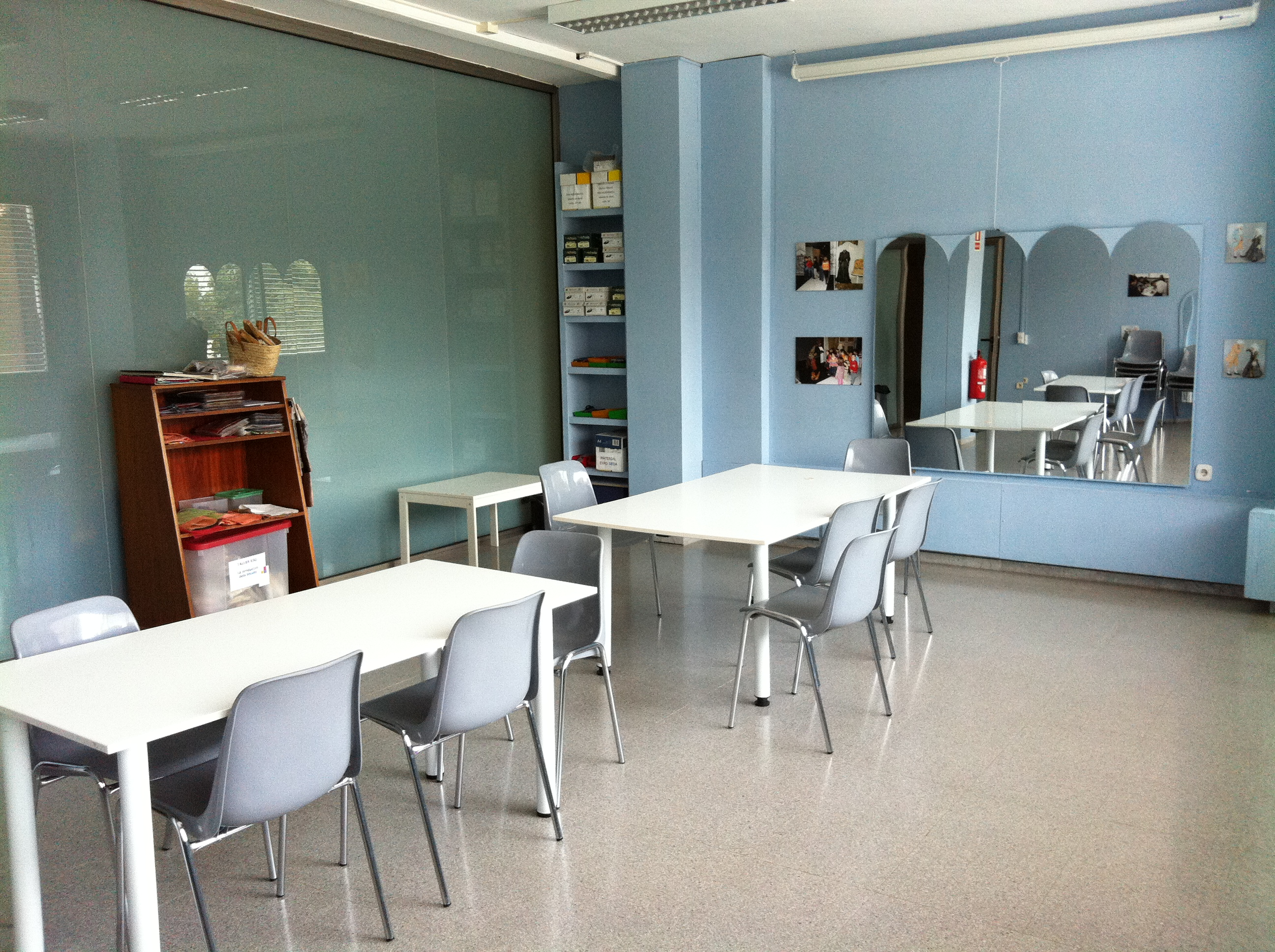
Servicios educativos
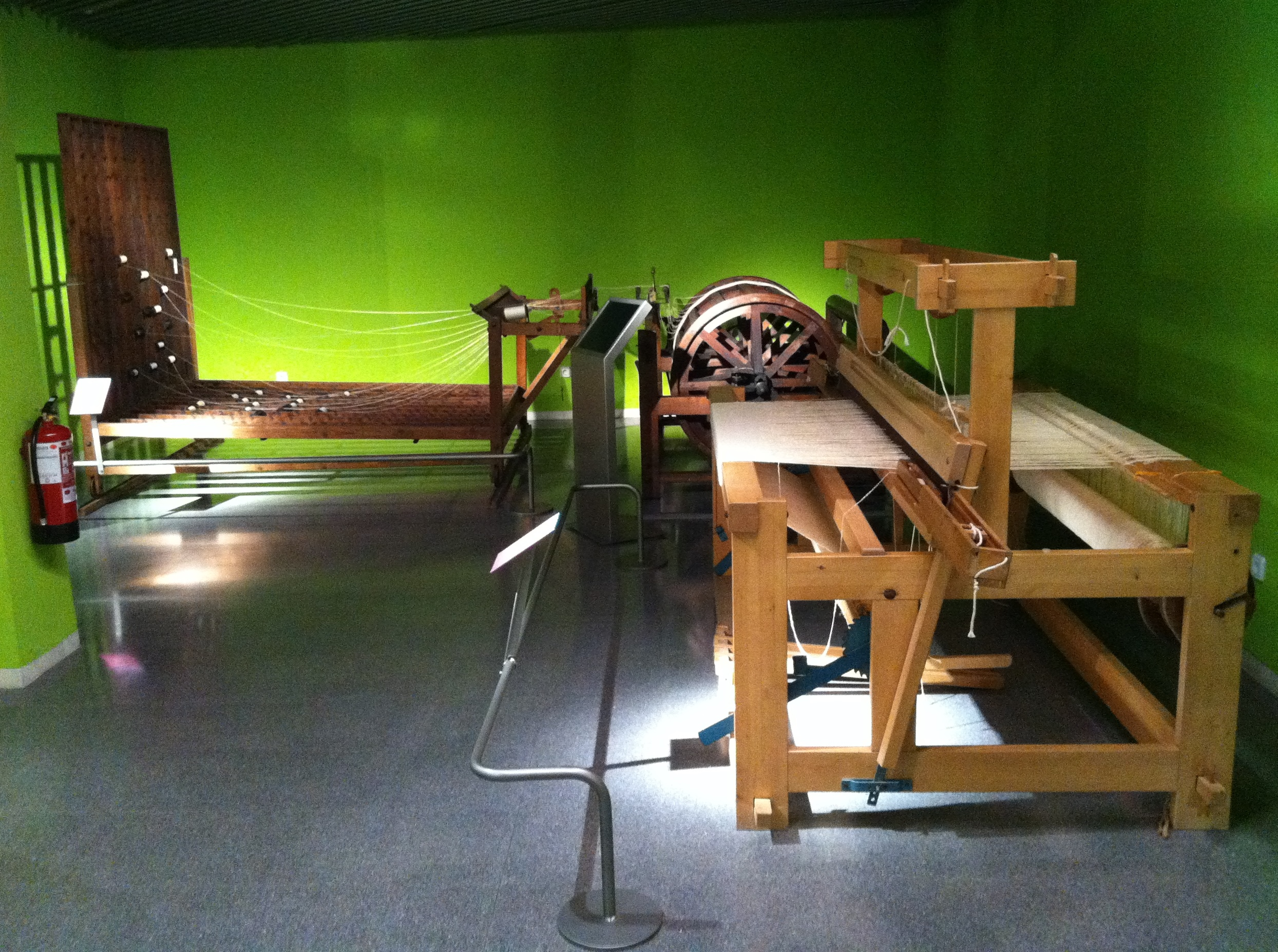
Zona de exposición de maquinaria
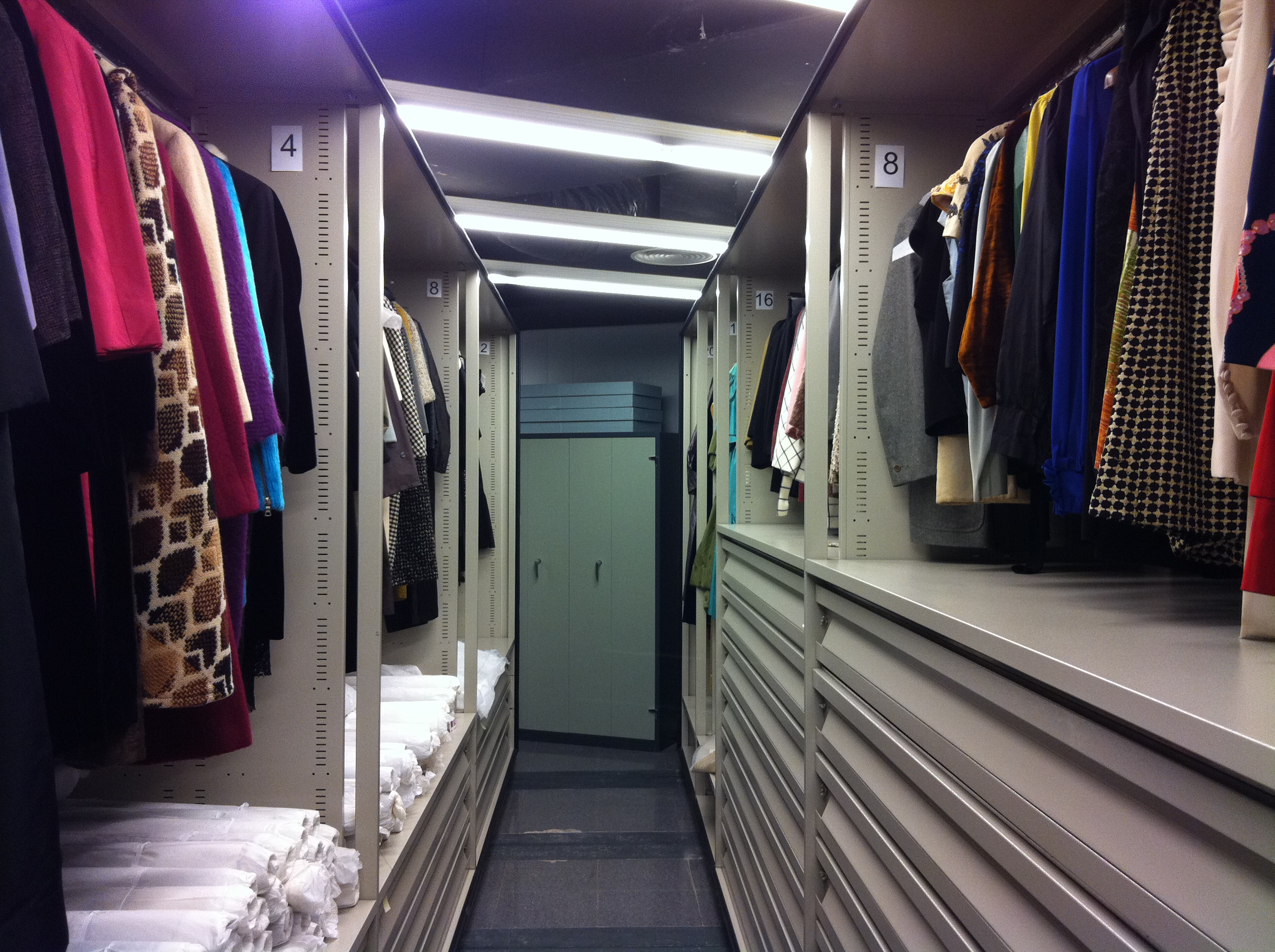
Reservas